# 크루피나구

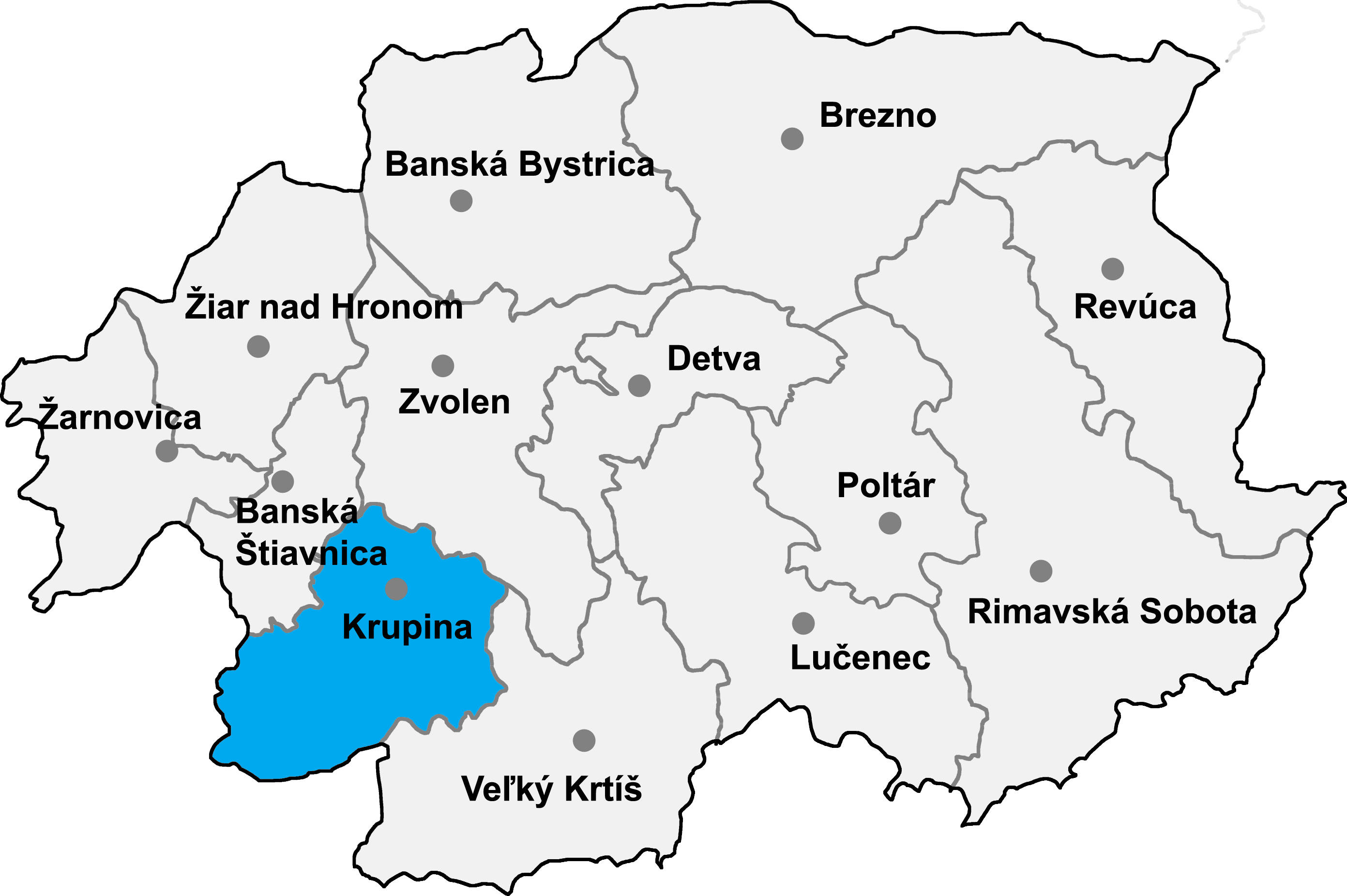
크루피나구의 위치

크루피나구(슬로바키아어: Okres Krupina)는 슬로바키아 반스카비스트리차주를 구성하는 13개 구 가운데 하나로 행정 중심지는 크루피나이며 면적은 584.9km2, 인구는 22,636명(2014년 기준), 인구 밀도는 38.7명/km2이다.
반스카비스트리차주 남서부에 위치하며 36개 지방 자치체(2개 시, 34개 마을)를 관할한다. 서쪽과 남쪽으로는 니트라주 레비체구, 북쪽으로는 반스카슈티아브니차구, 즈볼렌구, 동쪽과 남동쪽으로는 벨키크르티시구와 접한다.